# Max Abegglen
Max "Xam" Abegglen, född 11 april 1902 i Neuchâtel, död 25 augusti 1970, var en schweizisk fotbollsspelare.
Abegglen blev olympisk silvermedaljör i fotboll vid sommarspelen 1924 i Paris.